# A Bolha (reality show)
"A Bolha" ou "A Bolha de Victor Hugo" é um reality show online brasileiro criado e apresentado por Victor Hugo Teixeira desde 6 de maio de 2024.

## Antecedentes
Em 2020, Victor Hugo ganhou fama nacional ao participar do reality show Big Brother Brasil 20, onde foi o 7º eliminado com 85,22% dos votos. Segundo Victor Hugo, a ideia para a criação do reality show surgiu em 2019, durante seu curso de cinema, antes de sua participação no Big Brother Brasil 20. Ele tentou levar o programa ao ar em 2020, durante a pandemia, mas não teve sucesso.

## Formato
O programa funciona de forma completamente online, onde os participantes conversam com o apresentador por meio de videoconferência. As dinâmicas se dão por meio de provas, como beber dois litros de água em um minuto, e votação. O público pode escolher quem eliminar dentre os 3 escolhidos para o estouro, através de enquetes no perfil do Instagram de Victor e no Google Forms.

#### Dinâmicas do Programa[1][7]
- Bolha-Mestra: Grupo de participantes com melhor desempenho nas provas, que podem escolher seu próprio destino e o dos outros concorrentes.
- Estouro: Três jogadores são selecionados para a eliminação pelo público. A escolha dos três pode ocorrer através de provas, votação dos participantes ou decisão de Victor Hugo.
- Bolha geral: Todos os participantes se comunicam, utilizando apenas vídeos para serem tocados na edição do programa.
- Bolha de Espinho: Semelhante à Bolha Geral, mas com apenas dois participantes que a utilizam para resolver suas diferenças.
- Bolha do Amor: Similar à Bolha de Espinho, porém com a intenção de flerte.

## Quadros
- Furando a Bolha: Toda segunda-feira, Flávio Fusco reage aos áudios e vídeos enviados pelos espectadores.
- Live da Ignorância: Toda terça-feira, Eskimozin e Pixel entrevistam o eliminado da semana. Em A Bolha 2, a ex-A Bolha Kah Oliveira assumiu o cargo de apresentação desse quadro.
- Mensagem na Concha: Novo quadro de A Bolha 2 apresentado pela Tainara. É semelhante ao Furando a Bolha de A Bolha 1.
- Hora do Pombo: Novo quadro de A Bolha 2 apresentado pelo Ruan. É semelhante ao Jogo da Discórdia do Big Brother Brasil.

## Exibição
| Temporada | Temporada | Episódios | Exibição original    | Exibição original  |
| Temporada | Temporada | Episódios | Estreia da temporada | Final da temporada |
| --------- | --------- | --------- | -------------------- | ------------------ |
|           | A Bolha 1 | 43        | 1 de maio de 2024    | 1 de julho de 2024 |
|           | A Bolha 2 | 44        | 12 de maio de 2025   | 7 de julho de 2025 |

## A Bolha 1

### Participantes
A primeira temporada de A Bolha contou com 24 participantes.
| Participante                                        | Profissão                                            | Resultado                         |
| --------------------------------------------------- | ---------------------------------------------------- | --------------------------------- |
| Tainara 30 anos, São Mateus - ES                    | Bióloga                                              | Vencedora em 1 de julho de 2024   |
| Max 35 anos, Sorocaba - SP                          | Tatuador e baterista                                 | 2º lugar em 1 de julho de 2024    |
| Ana 31 anos, Telêmaco Borba - PR                    | Cirurgiã-dentista e DJ                               | 3º lugar em 1 de julho de 2024    |
| Livia 31 anos, Campos dos Goytacazes - RJ           | Auxiliar de tatuagem                                 | Eliminada em 29 de junho de 2024  |
| Biah Tuber 22 anos, Rio Negrinho - SC               | Professora de matemática e educação física           | Eliminada em 29 de junho de 2024  |
| Giovani Porti 26 anos, Rio de Janeiro - RJ          | Game Designer e Escritor                             | Eliminado em 29 de junho de 2024  |
| Emerson Feffi 23 anos, São Paulo - SP               | Operador de telemarketing                            | Eliminado em 28 de junho de 2024  |
| Pâmela Cazeca 30 anos, Araguaína - TO               | Contadora                                            | Eliminado em 27 de junho de 2024  |
| Ruan 24 anos, Duque de Caxias - RJ                  | Advogado e ator                                      | Eliminado em 25 de junho de 2024  |
| Xanda 42 anos, Salvador - BA                        | Serviços gerais e atendente de telemarketing         | Eliminada em 25 de junho de 2024  |
| Kah Oliveira 37 anos, Itu - SP                      | Influenciadora digital                               | Eliminada em 24 de junho de 2024  |
| Antônio 28 anos, Igaracy - PB                       | Maquiador e Cabeleireiro                             | Eliminado em 24 de junho de 2024  |
| Carter 23 anos, Rio de Janeiro - RJ                 | Educador físico                                      | Desistente em 19 de junho de 2024 |
| Karol Facundes 27 anos, Porto Velho - RO            | Psicóloga                                            | Eliminada em 18 de junho de 2024  |
| Vinicius Gea 28 anos, Pirassununga - SP             | Empresário                                           | Desistente em 18 de junho de 2024 |
| Claudia 25 anos, Muzambinho - MG                    | Designer                                             | Desistente em 03 de junho de 2024 |
| Daniel 20 anos, Coronel Vivida - PR                 | Ajudante de pedreiro, garçom e influenciador digital | Eliminado em 27 de maio de 2024   |
| Alexander 26 anos, Guarujá - SP                     | Influenciador digital                                | Eliminado em 20 de maio de 2024   |
| Ronábia 42 anos, Sousa - PB                         | Cabeleireira                                         | Eliminada em 13 de maio de 2024   |
| Carol Versa 28 anos, Niterói - RJ                   | Cosplayer                                            | Desistente em 11 de maio de 2024  |
| Thiago Augusto 29 anos, São Paulo - SP              | Ator, bombeiro e dançarino                           | Desistente em 8 de maio de 2024   |
| Winicius Gabriel 32 anos, Vitória da Conquista - BA | Desenvolvedor de sistemas                            | Desistente em 8 de maio de 2024   |
| Flavithu 18 anos, Recife - PE                       | Analista de laboratório e designer                   | Desistente em 8 de maio de 2024   |
| Gabi 30 anos, Itapetininga - SP                     | Influenciadora digital                               | Desistente em 8 de maio de 2024   |

## A Bolha 2

### Participantes
A segunda temporada de A Bolha contou com 25 participantes.
| Participante                              | Profissão                                   | Resultado                              |
| ----------------------------------------- | ------------------------------------------- | -------------------------------------- |
| Estrella 18 anos, Mariana - MG            | Estudante de artes cênicas                  | Vencedora em 7 de julho de 2025        |
| Gláucio 26 anos, João Neiva - ES          | Editor de vídeo                             | 2º lugar em 7 de julho de 2025         |
| Pâmela 25 anos, Rio de Janeiro - RJ       | Publicitária e dona de brechó               | 3º lugar em 7 de julho de 2025         |
| Khauany Furacão 19 anos, Maricá - RJ      | Professora                                  | Eliminada em 30 de junho de 2025       |
| Robb Pentelho44 anos, Belo Horizonte - MG | Ator e pedagogo                             | Eliminado em 30 de junho de 2025       |
| Vinícius 26 anos, Ribeirão Preto - SP     | Criador de conteúdo                         | Eliminado em 30 de junho de 2025       |
| Ayron 25 anos, Coari - AM                 | Técnico em segurança do trabalho            | Desclassificado em 23 de junho de 2025 |
| Kova 26 anos, Foz do Iguaçu - PR          | Bikeboy                                     | Eliminado em 23 de junho de 2025       |
| Rebeca Conce 21 anos, São Paulo - SP      | Taróloga e assessora de marketing           | Eliminada em 23 de junho de 2025       |
| Gael 19 anos, Antas - BA                  | Estudante de matemática                     | Eliminado em 23 de junho de 2025       |
| Lucas Príncipe 27 anos, São Paulo - SP    | Vendedor online                             | Eliminado em 16 de junho de 2025       |
| Agnes 24 anos, Belo Horizonte - MG        | Publicitária                                | Eliminada em 16 de junho de 2025       |
| Mel 20 anos, São Paulo - SP               | TikToker                                    | Expulsa em 10 de junho de 2025         |
| Rods 33 anos, Maringá - PR                | Publicitário e YouTuber                     | Eliminado em 9 de junho de 2025        |
| Breno 29 anos, São Mateus - ES            | Vendedor e técnico em mecânica              | Eliminado em 9 de junho de 2025        |
| Marmotinha 25 anos, Caraúbas - RN         | Vendedor e dublador amador                  | Eliminado em 2 de junho de 2025        |
| Rebeca Loki 19 anos, Campinas - SP        | Desenvolvedora de software                  | Eliminada em 2 de junho de 2025        |
| Cowboy de Taubaté 51 anos, Taubaté - SP   | Motorista de aplicativo e locutor de rodeio | Desistente em 29 de maio de 2025       |
| Amanda 20 anos, Porecatu - PR             | Atriz                                       | Eliminada em 26 de maio de 2025        |
| Givvão 24 anos, Sorocaba - SP             | Estudante de psicologia                     | Eliminada em 26 de maio de 2025        |
| Tainá 22 anos, Santa Isabel - SP          | Auxiliar de desenvolvimento educacional     | Eliminada em 26 de maio de 2025        |
| Carol Graff 22 anos, Porto Alegre - RS    | Analista de atendimento ao público          | Eliminada em 26 de maio de 2025        |
| Cirilo 28 anos, Nova Iguaçu - RJ          | Motorista de aplicativo                     | Expulso em 26 de maio de 2025          |
| Chico Maycon 33 anos, Fortaleza - CE      | Lutador de Kung Fu                          | Eliminado em 19 de maio de 2025        |
| Brenda 23 anos, Andirá - PR               | Bancária                                    | Eliminada em 19 de maio de 2025        |
| Bruno 22 anos, Bento Gonçalves - RS       | Modelo e estudante de biologia              | Expulso em 12 de maio de 2025          |

## Recepção
Durante as primeiras semanas de exibição do programa, "A Bolha" rapidamente viralizou e o público fez várias piadas em detrimento de sua precariedade. Os principais tópicos de piadas foram o áudio estourado – o que dificultava o entendimento de algumas palavras que o Victor Hugo falava – e quase nenhum participante ter respondido-o na chamada do Discord do primeiro episódio, além de o prêmio ter sido inicialmente reportado como R$800, um gibi, uma framboesa, um caldo de cana e um pastel, mesmo que o prêmio fosse cumulativo e o prêmio final já tendo sido pré-definido e informado aos participantes pela produção do reality.

### Polêmicas e Controvérsias
No primeiro "teste de resistência", Carol Versa foi desafiada a beber dois litros de água. Por conta disso, ela acabou passando mal, saindo do enquadramento da sua câmera, o que causou preocupação nos internautas e nos outros participantes. Durante o episódio, Victor Hugo disse que "todos os participantes são maiores de idade, sabem seus limites, eles podem parar a qualquer momento" e que "estão cientes que não podem exceder seus limites e/ou colocar em risco sua saúde sob nenhuma hipótese".
A primeira temporada notoriamente sofreu com desistências excessivas de participantes no meio do programa. Em resposta a isso, Victor Hugo disse ao site da TV Cultura que sua principal prioridade para viabilizar seus novos programas é conseguir patrocinadores e que, para a segunda temporada de A Bolha , ele está preparando algumas mudanças nos contratos dos participantes, sendo uma delas a adição de uma multa por desistência.